# Niels Wytinck
Niels Wytinck (* 16. Juli 1991 in Eeklo) ist ein belgischer Straßen-Radrennfahrer.
Niels Wytinck belegte 2009 bei der Juniorenaustragung der Ronde van Vlaanderen den neunten Platz hinter dem Sieger Joeri Stallaert. Im nächsten Jahr belegte er den dritten Platz bei einem Rennen in Zwijndrecht. Seit 2011 fährt Niels Wytinck für das belgische Continental Team Colba-Mercury. In seiner ersten Saison dort konnte er die Ronde van Noord-Holland für sich entscheiden.

## Erfolge
2011
- Ronde van Noord-Holland

## Teams
- 2011 Colba-Mercury
- 2012 An Post-Sean Kelly
- 2013 An Post-ChainReaction
- 2014 BVC-Soenens